# دیو (فیلم ۱۹۹۳)
دِیو (به انگلیسی: Dave) فیلمی به کارگردانی ایوان ریتمن، نویسندگی گری راس و تهیه‌کنندگی ایوان ریتمن و لورن شولر دونر محصول سال ۱۹۹۳ میلادی است.

## بازیگران
- کوین کلاین در نقش دیو/رئیس‌جمهور بیل میچل
- سیگورنی ویور در نقش الن میچل
- فرانک لانگلا در نقش باب‌الکساندر
- کوین دان در نقش الن رید
- وینگ ریمز در نقش دوان استیونسن
- بن کینگزلی در نقش گری نانسی
- تام دوگان در نقش جری
- چارلز گرودین در نقش مورای بلام
- فایت پرینس در نقش آلیس
- لورا لینی در نقش رندی
- استیون روت در نقش دان
- رافل مانزا در نقش آرایشگر کاخ سفید
- بونی هانت در نقش راهنمای تور کاخ سفید
- انا دیویر اسمیت در نقش خانم تراویس
- چارلز هالاهان در نقش پلیس
- استفان گیراش در نقش رهبر حزب اکثریت

### حضور افتخاری
سیاسی‌ها
- سناتور کریستوفر داد
- سناتور تام هارکین
- سناتور هاوارد متزباوم
- قاضی ابنر جی. میکو
- رئیس مجلس آمریکا تیپ اونیل
- سناتور پل سیمون
- سناتور آلن کی. سیمپسون

شخصیت‌های رسانه‌ای
- جی لنو
- آرنولد شوارتزنگر
- بن اشتاین
- الیور استون
- هلن توماس